# Torsten Sylvan
Carl Torsten Leopold Sylvan (Visby, 28 de enero de 1895-Estocolmo, 26 de abril de 1970) fue un jinete sueco que compitió en la modalidad de concurso completo. Participó en los Juegos Olímpicos de París 1924, obteniendo una medalla de plata en la prueba por equipos.

## Palmarés internacional
| Juegos Olímpicos | Juegos Olímpicos | Juegos Olímpicos | Juegos Olímpicos |
| Año              | Lugar            | Medalla          | Categoría        |
| ---------------- | ---------------- | ---------------- | ---------------- |
| 1924             | París (Francia)  | Medalla de plata | Por equipos      |